# Angela Franke
Angela Franke (Magdeburgo, 18 novembre 1957) è un'ex nuotatrice tedesca orientale.

## Carriera
Fortemente specializzata nei misti, vinse la medaglia d'argento sulla distanza dei 400m alla prima edizione della storia dei campionati mondiali, a Belgrado nel 1973.
Fu altresì campionessa europea nei 400m stile libero e nella staffetta 4x100m stile libero ai campionati di Vienna 1974.

## Palmarès
- Mondiali

Belgrado 1973: argento nei 400m misti.
Cali 1975: bronzo nei 200m misti.
- Europei

Vienna: oro nei 400m stile libero, nella 4x100m stile libero e argento nei 100m stile libero.